# Joekelille
Joekelille is een single van Nico Haak en de Paniekzaaiers. Het was hun vierde single, die redelijk succes had in Nederland. Haak maakte voornamelijk (wat toen werd gezien als) geinige liedjes bestemd voor feesten en partijen. Een regulier studioalbum is van zijn band nooit verschenen. Joekelille is verbastering voor ukelele, volgens Haak hét muziekinstrument voor iedereen.

## Hitnotering
Als Nederlandstige lied werd het alarmschijf. In België verkocht het plaatje onvoldoende om de hitparade te halen.

### Nederlandse Top 40
| Hitnotering: week 46/1973 t/m 3/1974 | Hitnotering: week 46/1973 t/m 3/1974 | Hitnotering: week 46/1973 t/m 3/1974 | Hitnotering: week 46/1973 t/m 3/1974 | Hitnotering: week 46/1973 t/m 3/1974 | Hitnotering: week 46/1973 t/m 3/1974 | Hitnotering: week 46/1973 t/m 3/1974 | Hitnotering: week 46/1973 t/m 3/1974 | Hitnotering: week 46/1973 t/m 3/1974 | Hitnotering: week 46/1973 t/m 3/1974 | Hitnotering: week 46/1973 t/m 3/1974 | Hitnotering: week 46/1973 t/m 3/1974 |
| Week:                                | 1                                    | 2                                    | 3                                    | 4                                    | 5                                    | 6                                    | 7                                    | 8                                    | 9                                    | 10                                   |                                      |
| ------------------------------------ | ------------------------------------ | ------------------------------------ | ------------------------------------ | ------------------------------------ | ------------------------------------ | ------------------------------------ | ------------------------------------ | ------------------------------------ | ------------------------------------ | ------------------------------------ | ------------------------------------ |
| Positie:                             | 27                                   | 10                                   | 7                                    | 7                                    | 9                                    | 12                                   | 12                                   | 21                                   | 27                                   | 40                                   | uit                                  |

### NederlandseDaverende 30
| Hitnotering: 17-11-1973 t/m 18-1-1974 | Hitnotering: 17-11-1973 t/m 18-1-1974 | Hitnotering: 17-11-1973 t/m 18-1-1974 | Hitnotering: 17-11-1973 t/m 18-1-1974 | Hitnotering: 17-11-1973 t/m 18-1-1974 | Hitnotering: 17-11-1973 t/m 18-1-1974 | Hitnotering: 17-11-1973 t/m 18-1-1974 | Hitnotering: 17-11-1973 t/m 18-1-1974 | Hitnotering: 17-11-1973 t/m 18-1-1974 | Hitnotering: 17-11-1973 t/m 18-1-1974 |
| Week:                                 | 1                                     | 2                                     | 3                                     | 4                                     | 5                                     | 6                                     | 7                                     | 8                                     |                                       |
| ------------------------------------- | ------------------------------------- | ------------------------------------- | ------------------------------------- | ------------------------------------- | ------------------------------------- | ------------------------------------- | ------------------------------------- | ------------------------------------- | ------------------------------------- |
| Positie:                              | 27                                    | 11                                    | 7                                     | 7                                     | 12                                    | 13                                    | 15                                    | 29                                    | uit                                   |